# Kandovan
Kandovan (persisch کندوان) ist ein Felsendorf mit etwa 1000 Einwohnern in der iranischen Provinz Ost-Aserbaidschan, 55 km südlich der Provinzhauptstadt Täbris.
Das Dorf liegt entlang einer Flussoase. Überragt wird es von Bergrücken des Einzugsgebiets des Kuh-e Sahand.
Die bäuerliche Bevölkerung lebt von den regionalen Erzeugnissen, insbesondere aus Schafzucht, Obstanbau und Ackerbewirtschaftung.

## Wohnweise

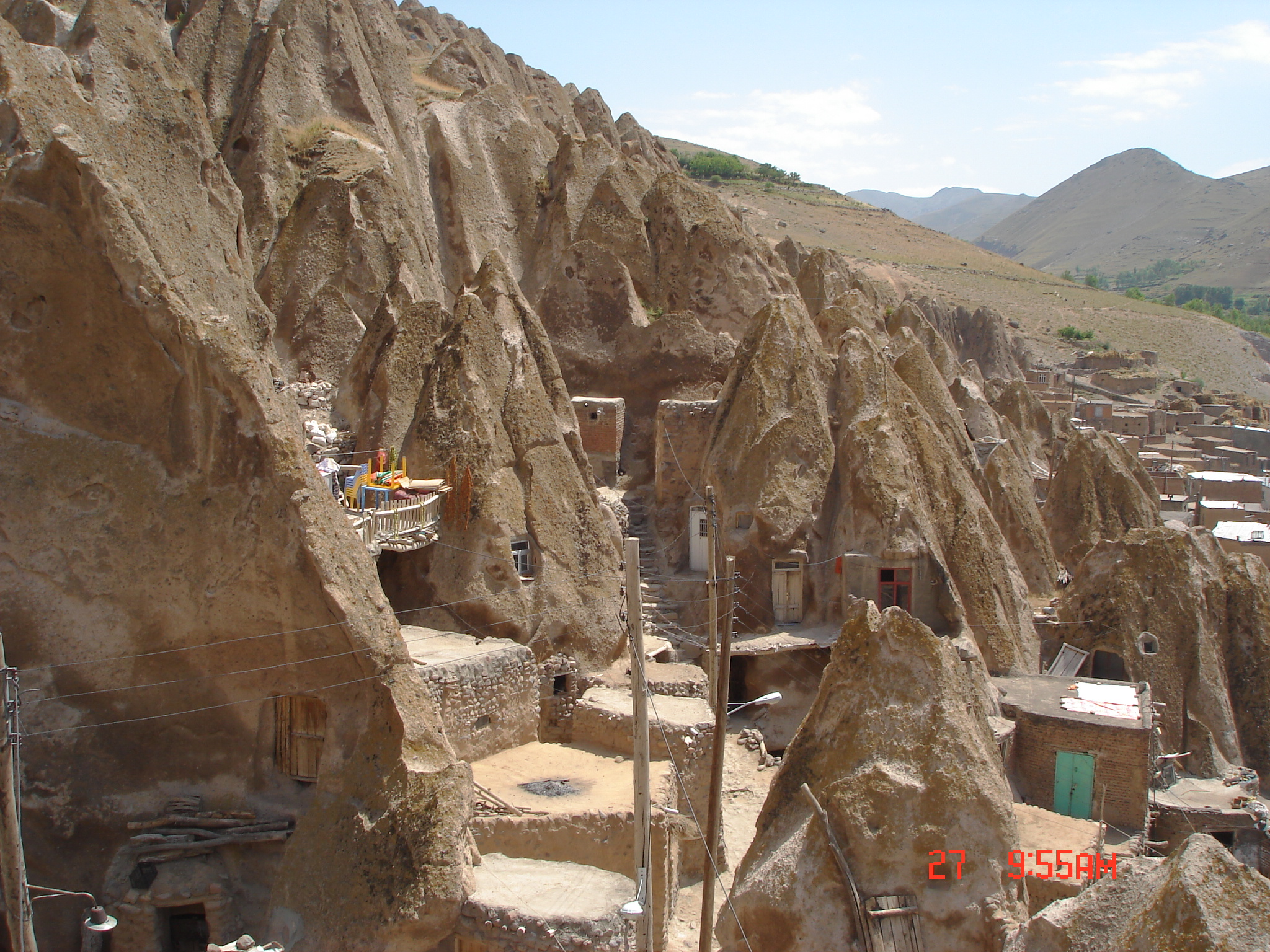
Kandovan, gut erkennbar die Hinkelsteinformationen

Kulturell interessant ist Kandovan wegen seiner hinkelsteinartigen Häuser. Entstanden sind die Steingebilde durch pyroklastische Tätigkeiten des Kuh-e Sahand (Vulkanismus). Ausschlaggebend für die heutige Erscheinung der Felsen sind Erosion, Verwitterung und menschliches Zutun gleichermaßen.
Ähnlich wie in Kappadokien (z. B.: Göreme) oder Süd-Spanien (z. B.: Granada) werden sie als Höhlenwohnungen genutzt. Die Steine in Kandovan bestehen aus Tuff. Von außen sichtbar sind Türen, Fenster und Wegesysteme mit Treppen, die die Kegel miteinander verbinden. Die Wohnungen sind mehrgeschossig. Das Gesamtensemble liegt steil an den Berg angelegt. Auch öffentliche Gebäude, so eine Moschee und ein Badehaus, liegen in die Formation integriert. Die Gebäude sind elektrifiziert.

## Sonstiges
Der Ort war bereits in vorislamischer Zeit besiedelt und diente in unruhigen Zeiten als Zufluchtsstätte. Die Frauen tragen den im Iran stark verbreiteten Tschador hier eher selten, stattdessen farbige Umhänge, die vornehmlich geometrische Muster beziehungsweise stilisierte florale Ornamente aufweisen.
Das Quellwasser des Dorfes gilt als heilkräftig.

## Galerie

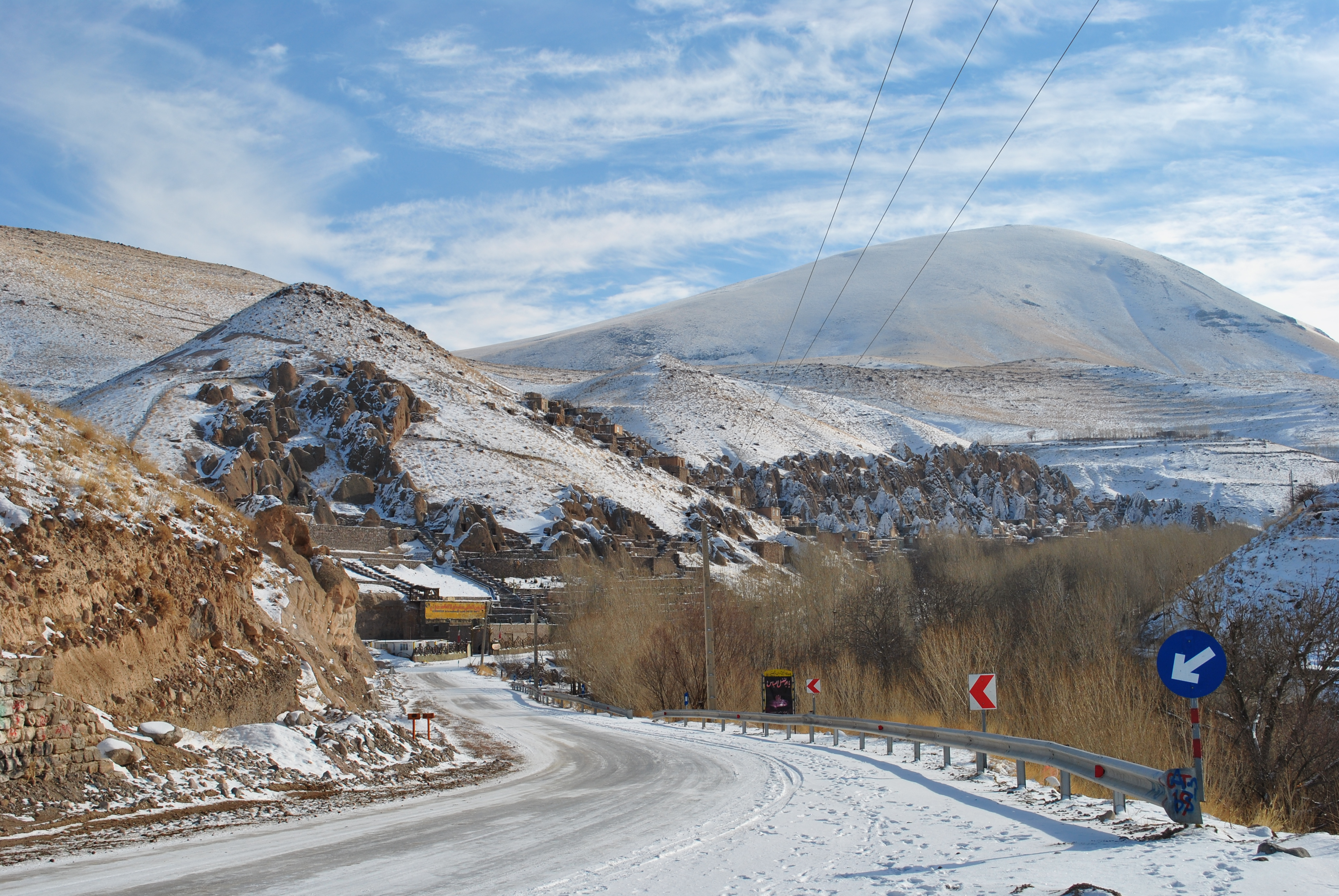
Far view of a hotel on the left and the rock houses on the right
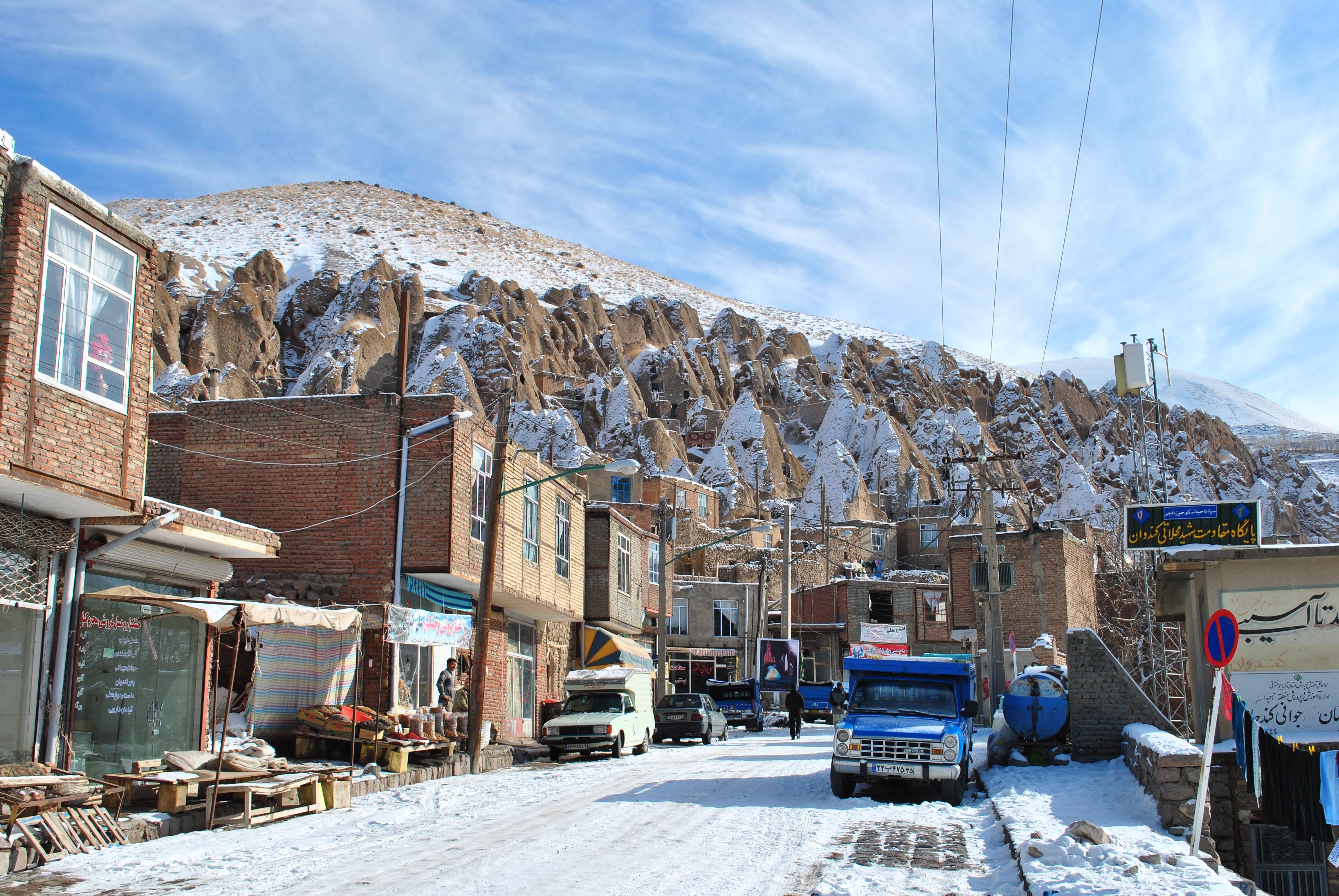
Closer view of the village
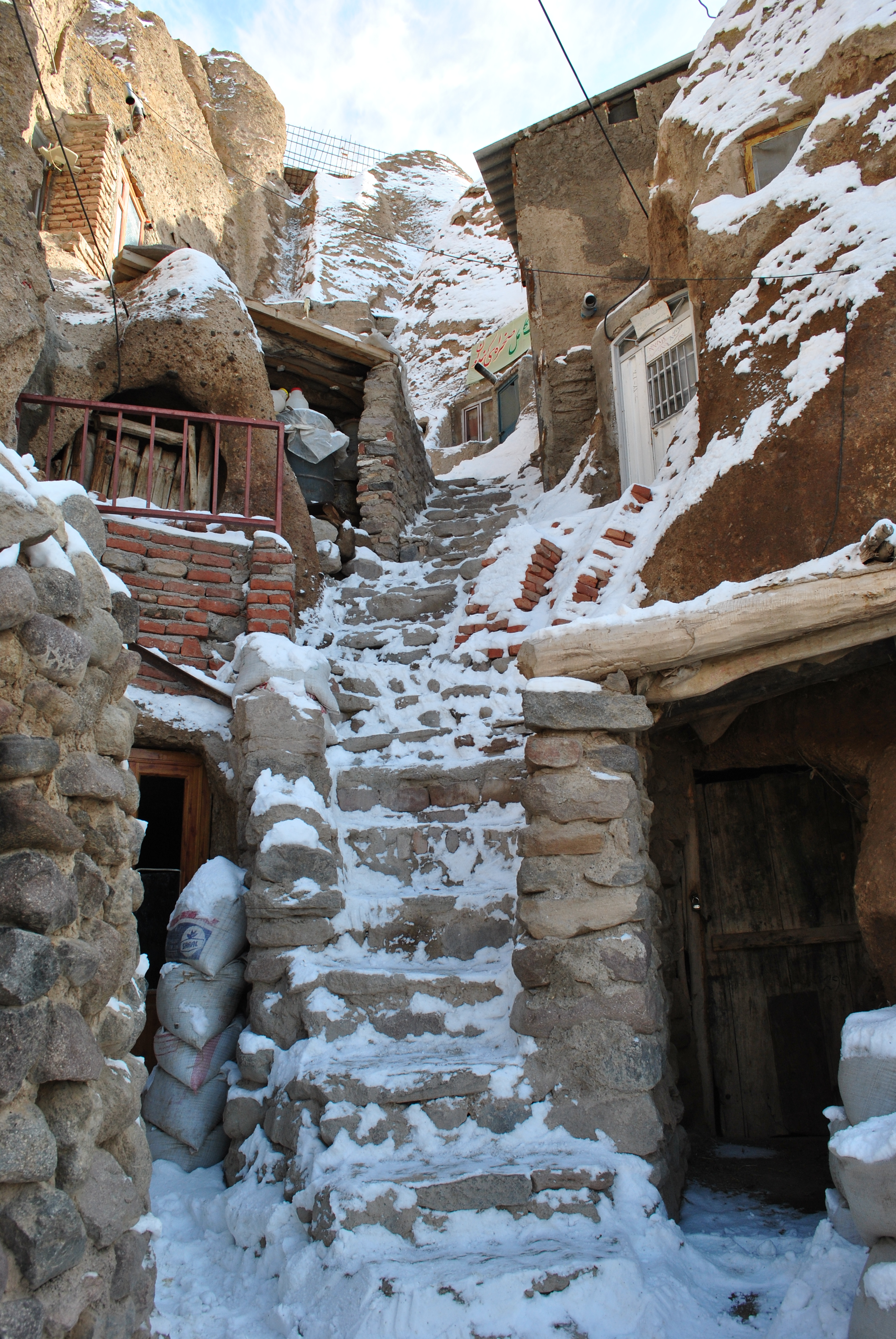
In the village
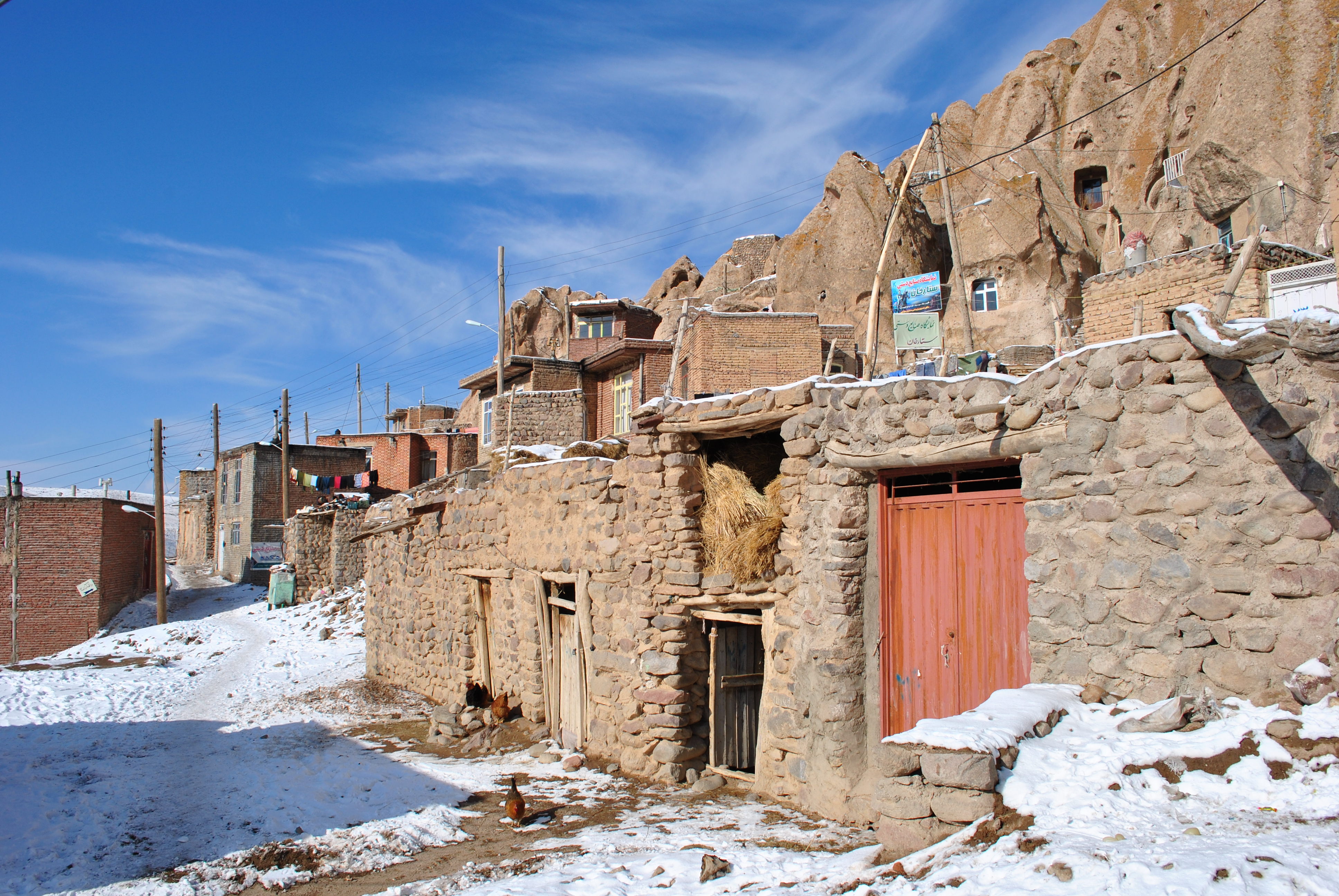
In the village
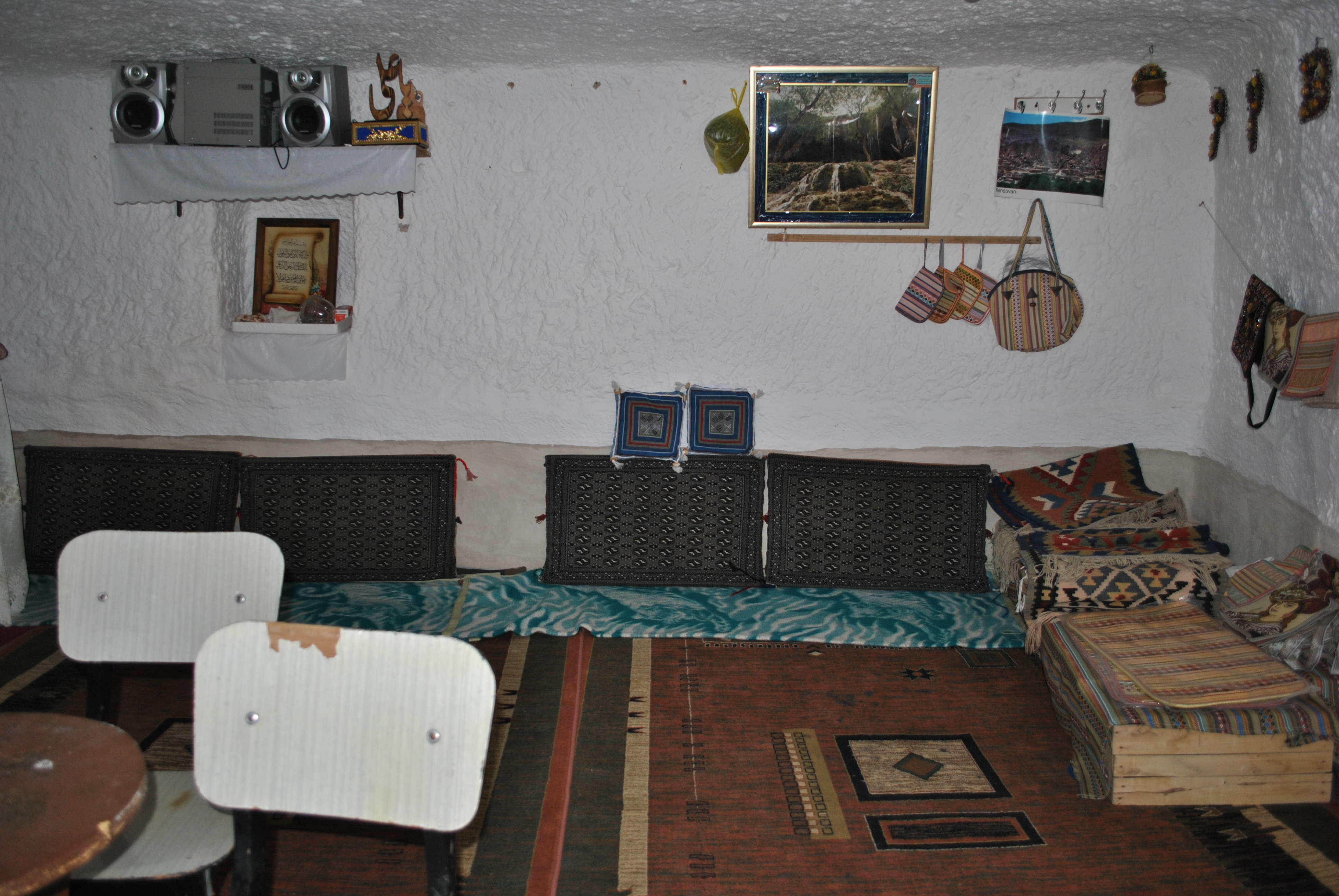
Interior of a traditional home
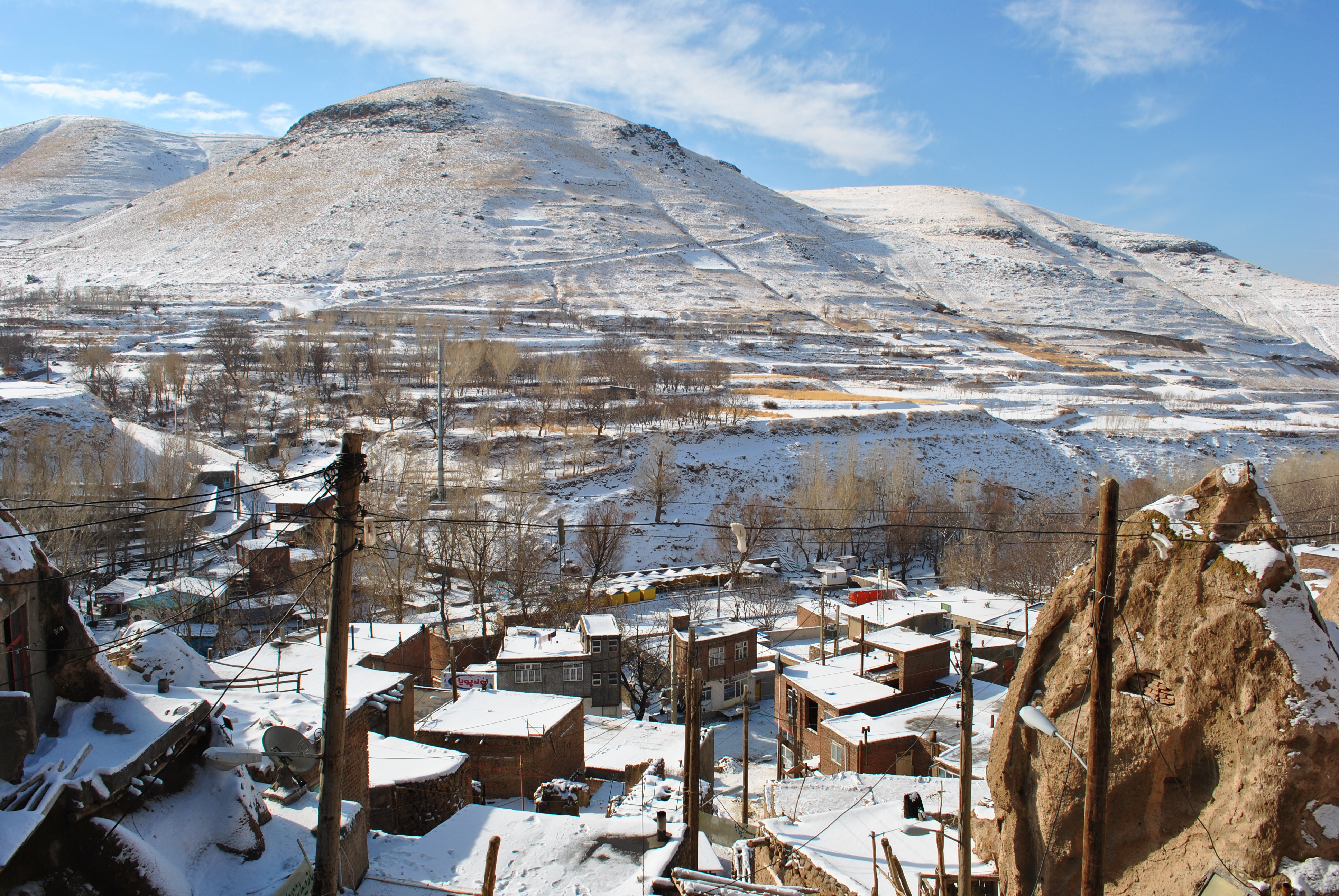
View of the village and surroundings from the rock houses
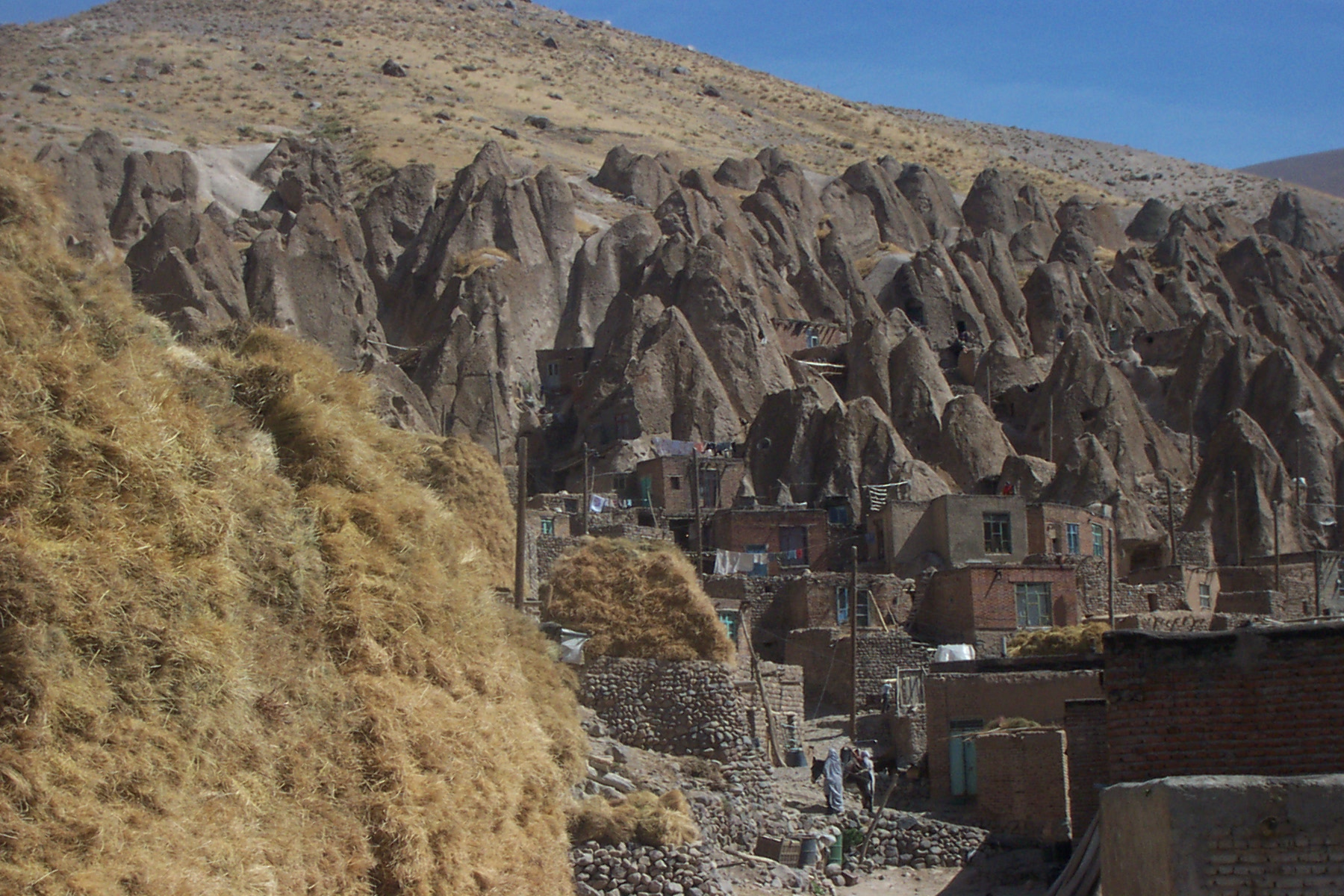
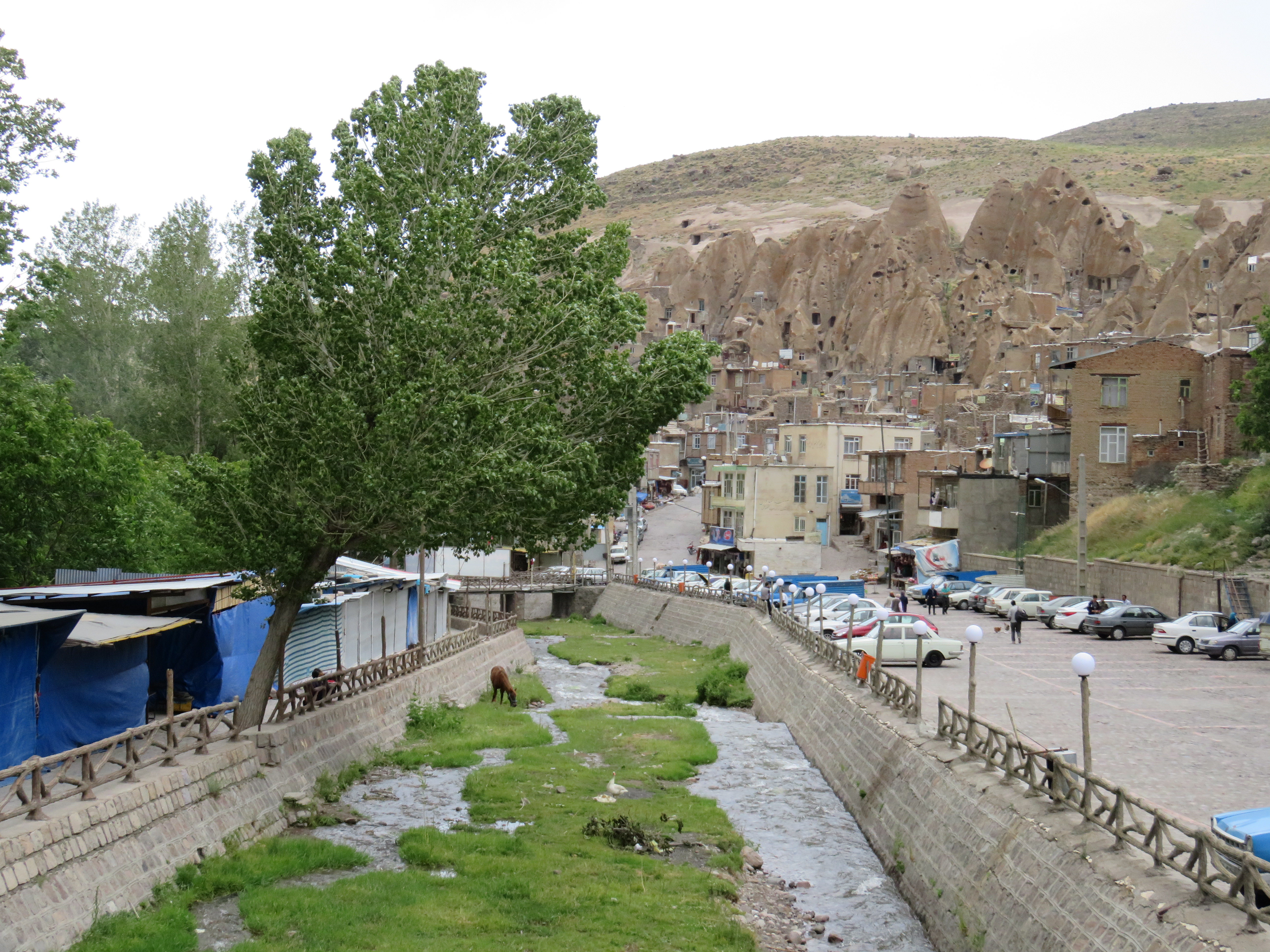
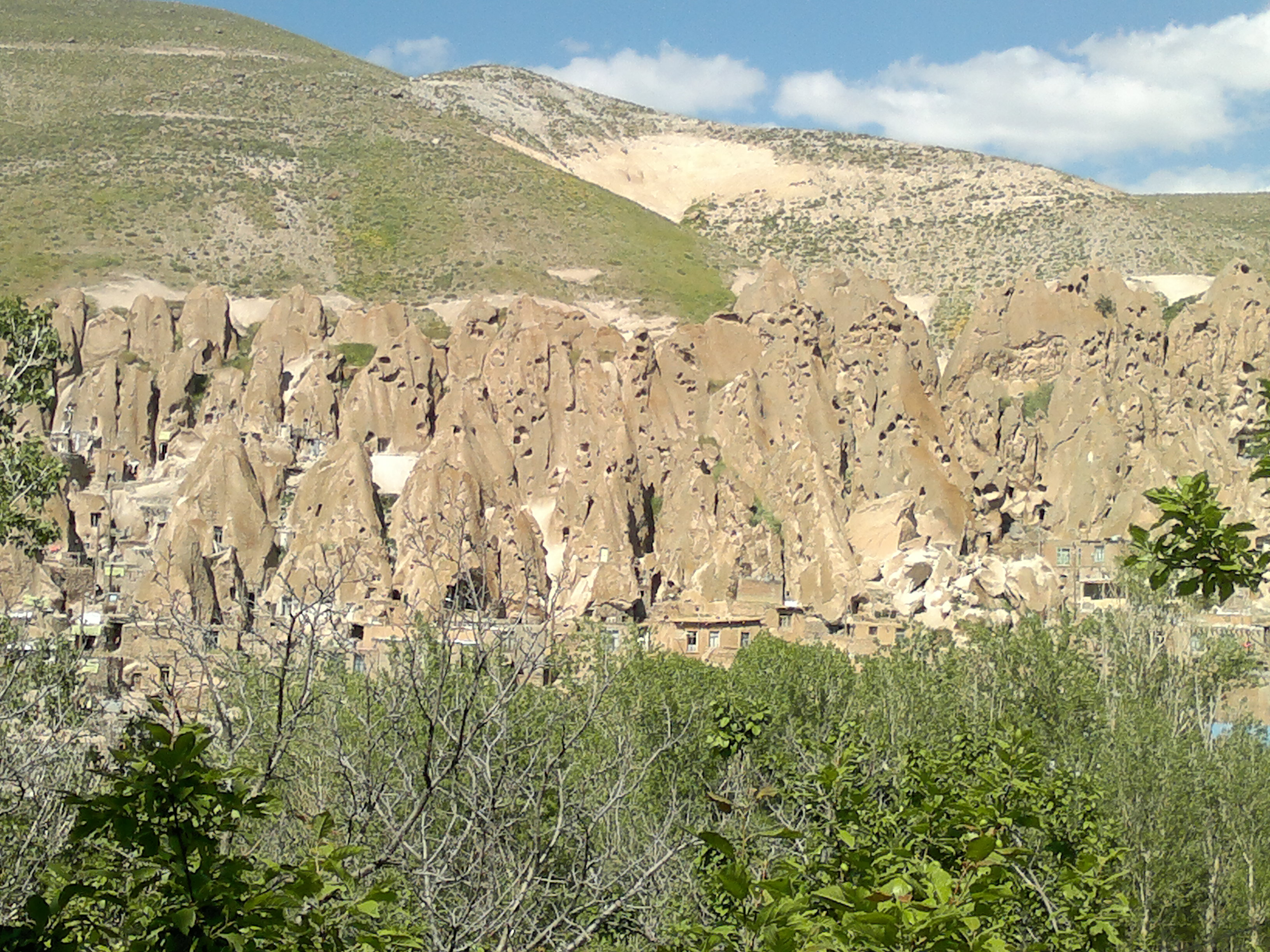